# Václav Fuchs
Václav Fuchs (rodným jménem Sigismund, 4. června 1857 Hořice – 27. září 1911 Smíchov) byl český podnikatel, místopředseda zemědělské rady + udělovatel medailí na chovatelských soutěžích, chovatel a kynolog židovského původu, šéfredaktor, vydavatel a majitel chovatelského a zoologického časopisu Svět zvířat. Kromě toho také zakladatel českého králíkářství. Na pozemku při své smíchovské vile zřídil chovatelskou stanici psů, kteří pak byli přičiněním četníka Theodora Rottera vycvičeni jako první policejní psi v českých zemích.

## Život

### Mládí
Narodil se v Hořicích v Podkrkonoší do židovské rodiny ševce Abrahama (Vojtěcha) Fuchse a jeho ženy Eleonory, rozené Kohnové. Vystudoval vysokou školu v Praze a ve Vídni. Poté se ve Vídni věnoval žurnalistice. Posléze se přesunul do Jičína, kde působil jako obchodník, mj. s drůbeží a drobným zvířectvem. Kvůli chystanému sňatku s katoličkou Marií Chvalovskou se roku 1882 vzdal židovské víry. Protože však byl bez vyznání, jejich sňatek byl 28. května 1884 soudně zrušen. Po narození druhé dcery se však Václav Fuchs dne 30. srpna 1894 nechal pokřtít jako katolík a tak mohli být s Marií Chvalovskou dne 5. listopadu 1894 řádně oddáni. Z manželství vzešel syn a dvě dcery. Mladší dcera Žofie (1894–1919) byla manželka novináře a spisovatele Ladislava Hájka-Domažlického.
Roku 1898 se rodina přestěhovala na Smíchov, předměstí Prahy, kde pak roku 1902 zakoupila vilu v ulici Nad Klamovkou nedaleko usedlosti Klamovka.

### Svět zvířat
Na základě svého celoživotního zájmu o zvířata začal roku 1897 vydávat časopis Svět zvířat, celým názvem Svět zvířat: ilustrovaný měsíčník pro zvelebení chovu a trhu užitkového zvířectva: ústřední list československých majitelů a milovníků zvířat, přátel honitby, rybolovu a včelařství. Vycházel jako měsíčník, kromě informací o zvířatech přinášel důležité rady i drobným chovatelům a velkochovatelům zvířat. Součástí časopisu byla také pozdější speciální příloha Svět. Pro zájemce byl daný ročník k dispozici také knižně svázaný. O nakladatelství se staral František Pober. Do časopisu jako redaktorka přispívala také Fuchsova dcera Marie. Na časopisu dále spolupracoval Ladislav Hájek Domažlický a krátce i Jaroslav Hašek, s ním však Fuchs přerušil spolupráci poté, co Hašek svými články způsobil mystifikace čtenářů. Zpočátku byl také drobným přispěvatelem listu slavný cestovatel Dr. Emil Holub.
Kvůli svému židovskému původu Fuchs několikrát čelil antisemitským útokům v českém národoveckém tisku.

### Kynologie
Ve své vile Nad Klamovkou rovněž zřídil chovnou stanici psů, které zde šlechtil a cvičil. Spolupracoval s rytmistrem c. k. četnictva Theodorem Rotterem, kterému odprodal psy Vlka a Vlčku, které Rotter následně vycvičil a fenu Vlčku užil jako vůbec prvního policejního psa v českých zemích.
Fuchs byl rovněž autorem naučné zoologické literatury, roku 1903 mj. vydal kynologický atlas Všecky druhy psů slovem i obrazem.

### Úmrtí
Václav Fuchs zemřel na Smíchově 27. září 1911 ve věku 54 let následkem onemocnění arterosklerózou. Jeho ostatky byly převezeny ke kremaci do Žitavy v Sasku.
Po Fuchsově smrti časopis nadále vycházel, od roku 1922 jako čtrnáctideník, roku 1923 byl pak přejmenován na Život v přírodě.